# Seznam venezuelskih politikov
Seznam venezuelskih politikov.

## A
- Asdrúbal Aguiar Aranguren
- Bernardo Álvarez Herrera
- Ignacio Andrade
- Raimundo Andueza Palacio
- Enrique Aristeguieta Gramcko
- Jorge Arreaza
- Diego Arria
- Virgilio Ávila Vivas

## B
- Omar Barboza
- Juan Alejandro Barreto Cipriani
- Gonzalo Barrios
- Adina Bastidas
- Luis Beltrán Prieto Figueroa
- Antonio Benavides Torres
- Freddy Alirio Bernal Rosales
- Rómulo Betancourt
- Andrés Eloy Blanco
- Didalco Bolívar
- Simón Bolivar
- Julio Borges
- Douglas Bravo
- Manuel Ezequiel Bruzual
- Miguel Ángel Burelli Rivas

## C
- Diosdado Cabello
- Rafael Caldera
- Henrique Capriles
- Isabel Carmona de Serra
- Pedro Carmona
- José María Carreño
- Pedro Carreño
- Cipriano Castro (José Cipriano Castro Ruiz)
- Julián Castro Contreras
- Roy Chaderton
- Hugo Chávez
- Simón Alberto Consalvi
- Joaquín Crespo (Joaquín Sinforiano de Jesús Crespo Torres)

## D
- Luis Alfonso Dávila
- Carlos Delgado Chalbaud
- David De Lima

## E
- Blanca Eekhout
- Tareck El Aissami

## F
- Henri Falcón
- Juan Crisóstomo Falcón
- Helen Fernández
- Dinorah Figuera
- Cilia Flores
- Alberto Franceschi

## G
- Rómulo Gallegos
- Esteban Gil Borges
- José Gil Fortoul
- Juan Vicente Gómez
- Edmundo González Urrutia
- Hernán Grüber Odremán
- Juan Guaidó
- Pedro Gual Escandón
- Rafael Guerra Ramos
- Freddy Guevara
- Antonio Guzmán Blanco

## H
- Luis Herrera Campins
- Joaquín Herrera

## I
- Rafael Isea
- Aristóbulo Istúriz Almeida
- Pedro Itriago Chacín

## J
- Elías Jaua
- Oswaldo Jiménez

## L
- Wolfgang Larrazábal
- Antonio Ledezma (Antonio José Ledezma Díaz )
- Raúl Leoni
- Octavio Lepage Barreto
- Francisco Linares Alcántara
- Hermógenes López
- Eleazar López Contreras
- Leopoldo López
- Jaime Lusinchi

## M
- María Corina Machado (1967)
- Nicolás Maduro
- Pompeyo Márquez (1922-2017)
- Victorino Márquez Bustillos
- Isaías Medina Angarita
- Carmen Meléndez
- Luis Miquilena
- José Gregorio Monagas
- José Tadeo Monagas
- José Ruperto Monagas

## N
- Andrés Narvarte

## O
- Fernándo Ochoa Antich
- Fabricio Ojeda (1929-1966)
- Juan Oropeza
- Moisés Orozco Graterol
- Luisa Ortega Díaz

## P
- Alejandro Peña Esclusa
- Alfredo Antonio Peña
- Carlos J. Peñaloza Zambrano
- Jesús Pérez
- José Antonio Páez
- Carlos Andrés Pérez
- Marcos Pérez Jiménez
- Teodoro Petkoff (1932-2018)
- Arturo Uslar Pietri

## R
- Tibisay Lucena Ramírez
- Henry Ramos Allup
- José Vicente Rangel
- Juan Requesens
- Néstor Reverol
- Alí Rodríguez Araque (1937-2018)
- Isaías Rodríguez
- Delcy Rodríguez Gómez
- Jorge Rodríguez Gómez
- Ramón Rodríguez Chacín
- Juan Pablo Rojas Paúl
- Lina Ron
- Manuel Rosales

## S
- Tarek William Saab
- Irene Sáez
- Edgar Sanabria
- Ricardo Sánchez Mujica
- Carlos Soublette
- Tamara Sujú

## T
- Andreína Tarazón
- Lilian Tintori
- Alberto Arvelo Torrealba
- Jesús Torrealba

## U
- Diego Bautista Urbaneja
- Rafael Uzcátegui

## V
- José Gregorio Valera
- Carolina del Valle Cestari Vásquez
- Carlos Vargas
- José María Vargas
- Ramón José Velásquez
- Ernesto Villegas (Ernesto Emilio Villegas Poljak)
- Guillermo Tell Villegas
- Abdón Vivas Terán
- Darío Ramón Vivas Velasco

## Z
- Edgar Zambrano
- Ezequiel Zamora